# Slovački narodni preporod
Slovački narodni preporod (slovač. Slovenské národné obrodenie) naziv je pokreta koji je doveo do oblikovanja nacionalne svijesti Slovaka i u konačnici do stvaranja suvremene slovačke nacije. Trajao je od 1780. do 1848., a pojedini povjesničari drže da je trajao sve do 1867. Slovačka je u tom razdoblju sastavni dio Ugarskoga Kraljevstva. Obično se preporodni pokret dijeli u tri razdoblja.

## Prvo razdoblje
U prvom razdoblju (1780. – 1820.) slovačka se inteligencija bavila ponajprije utemeljenjem nacionalnih ustavnova koje su se posvećivale izdavanju književnih dijela i prosvjetiteljskom radu u narodu. Prva povijest slovačkoga naroda što ju je napisao Juraj Papánek objavljena je 1780., a prve slovačke novine, Prešpurské noviny (hrv. Požunski list) izašle su 1783.
Od 15. stoljeća na području Slovačke koristio se, uz latinski jezik, neznatno slovakiziran češki, ali i zapadnoslovački i srednjoslovački dijalekt kao književni jezik. Prve pokušaje da se zapadnoslovački dijalekt kodificira kao književni jezik učinili su već 1763. godine Romuald Hadbavný, a 1781. i Jozef Ignác Bajza, no tek Anton Berolák, koji je studirao u Požunu (današnja Bratislava), proveo je 1787. prvo uspješno kodificiranje jednog slovačkog književnog jezika (tzv. Bernolákov jezik). Oslonio se pritom na zapadnoslovački govor kojim su se služili Slovaci na Sveučilištu u Trnavi. Većina katolika rabila je ovaj jezik do 1851. godine. U Trnavi su 1792. godine Bernolák i njegovi sljedbenici (posebice Juraj Fándly) 
utemeljili Slovačko učeno društvo (slovač. Slovenské učené tovarišstvo) s podružnicama po cijeloj Slovačkoj. Ovo je društvo izdavalo literaturu na Bernolákovu jeziku.
Slovački protestanti, koji su uvijek imali bliske kontakte s češkim protestantima, i dalje su koristili blago slovakizirani češki jezik. Oni su 1803. godine utemeljili Evangelički licej u Požunu gdje se poučavao i „češko-slavenski jezik i književnost“ pod vodstvom profesora Jurja Palkoviča, kojemu je od 1837. pomagao Ľudovít Štúr.

## Drugo razdoblje
Druga generacija preporoditelja (1820. – 1835.) morala se u prvom redu boriti protiv pobornika mađarizacije. U tom se smislu suradnja s ostalim slavenskim narodima pokazala kao dobar put obrane pred širenjem mađarskoga utjecaja.
Najznačajniji protestantski predstavnici preporoditeljskih ideja toga doba bili su Ján Kollár i Pavel Jozef Šafárik (profesor u Novom Sadu i Pragu, jedan od utemeljitelja suvremene slavistike). Obojica su studirali u Njemačkoj, te su se nadahnjivali na njemačkom nacionalizmu i držali da su svi Slaveni manje-više isti narod. Među katolicima najvažniji predstavnik toga doba bio je nadbiskup Alexander Rudnay. Protestanti i katolici našli su se na istoj strani u borbi protiv mađarizacije, pa je 1834. utemeljeno Društvo ljubitelja slovačkoga jezika i književnosti pod vodstvoma protestanta Kollára i katolika Martina Hamuljaka. Ovo je društvo izdavalo kako tekstove na Bernolákovu slovačkom, tako i na slovakiziranom češkom. Veliki broj tekstova koji su se bavili problemom mađarizacije nisu mogli proći strogu cenzuru pa su objavljivani u inozemstvu kao anonimni spisi. U ovom razdoblju smješta se i početak slovačkoga kazališta i drame. 1830. utemeljeno je prvo slovačko amatersko kazalište u mjestu Liptovský Svätý Mikuláš.

## Treće razdoblje
Treća generacija preporoditelja (1835. – 1848.) naziva se još i mladoslovaci, a uspjela je konačno sjediniti različite slovačke skupine i kodificirati današnji oblik slovačkoga jezika. Na njih je osobito utjecala borba između Poljaka i Rusa (poljski ustanak protiv ruske vlasti 1830. – 1831.), što ih je dovelo do zaključka da ne postoji jedinstvena slavenska nacija.
Središte mladoslovaka bio je već spomenuti Evangelički licej u Požunu. Ondje je 1829. utemeljeno Češko-slovačko društvo kao autodidaktičko društvo, jer je u Ugarskoj bilo zabranjeno političko udruživanje. Na čelu Društva bio je prvo Palkovič, a od 1835. Štúr. Među zadaćama mu je bio prosvjetiteljski rad u slovačkom narodu i izdavačka djelatnost. 1837. vlasti zabranjuju rad Društva, a radikalni Slovaci osnivaju društvo Vzájomnosť koje je kao svoj cilj imalo provođenje građanske revolucije i federalizaciju Ugarske. Štúrovi sljedbenici osnivali su večernje škole, antialkoholičarska društva i kreditne zadruge, kao bi u svakom pogledu pokušali pomoći slovačkome narodu.
Krajem tridesetih godina pojačala su se nastojanja oko mađarizacije, posebice u protestantskim područjima. Štúrovi sljedbenici na to su reagirali dvjema peticijama upućenima caru (1842., 1844.), no bez većeg uspjeha. Štúra je stoga ugarska vlast otjerala s Evangeličkog liceja, a mnogi su studenti iz protesta napustili školu. U to je vrijeme nastala i današnja slovačka himna „Nad Tatrou sa blýska.“
Jedna od briga preporoditelja u redovima protestanata bila je i pokazati da su Slovaci etnička skupina različita od Čeha, što su katolički preporoditelji zastupali već mnogo ranije. 1843. slejdbenici Ľudovíta Štúra s protestantske strane i Ján Hollý od Bertolákovih sljedbenika, kodificirali su novi slovački književni jezik utemeljen na sjeverno-srednjoslovačkom dijalektu, koji je zamijenio dotadašnju dvojnu uporabu Bernolákova jezika i slovakiziranog češkog. Veliki broj Bernolákovih sljedbenika nije ispočetka prihvatio ovaj dogovor, no 1847. pridružili su se sporazumu, baš kao i stariji naraštaj protestantskih preporoditelja četiri godine kasnije (1851.). Poradi širenja jedinstvenog slovačkog jezika 1844. utemeljeno je i prvo doista sveslovačko društvo - Tatrín.
Uoči revolucije 1848., Štúr je bio zastupnik u Ugarskom zemaljskom saboru u Požunu za grad Zvolen. Ondje je po prvi puta predstavio neke od slovačkih zahtjeva, a posebice onaj da se slovački jezik počne rabiti barem u pučkim školama.